# Dragomir Janko Knapič
Dragomir Janko Knapič (tudi Knapic, Knapik), krajše D. J. Knapič, geograf, profesor ekonomske geografije v Lizboni, * 3. december 1925, Lizbona, Portugalska, † 16. oktober 2006, Lizbona, Portugalska. Je najstarejši otrok Rudolfa Friderika Knapiča.